# Anne Marie Fontaine
Anne Marie Fontaine is een Belgisch voormalig schutter.

## Levensloop
Fontaine behaalde eenmaal zilver (1974 te Antibes) en eenmaal brons (1972 te Madrid) op de Europese kampioenschappen in het kleiduifschieten.  Daarnaast werd ze er tweemaal vierde (1986 te Montecatini en 1989 te Zagreb), tweemaal zesde (1975 te Wenen en 1985 te Antibes),  tweemaal zevende (1976 te Brno en 1983 te Boekarest) en eenmaal achtste (1982 te Montecatini). Op de wereldkampioenschappen van 1975 te München werd ze achtste.